# پروژه‌های ایبرویل
پروژه‌های ایبرویل (به انگلیسی: Iberville Projects) یک منطقهٔ مسکونی در ایالات متحده آمریکا است که در لوئیزیانا واقع شده‌است. پروژه‌های ایبرویل ۱٬۲۳۸ نفر جمعیت دارد.